# Adalberto I de Vermandois
Adalberto I de Vermandois (en francés: Albert I le Pieux, el Piadoso) (c. 915–c. 987), en 946 sucedió a su padre como Conde de Vermandois.
Adaberto era hijo  de Herberto II de Vermandois y Adela de Francia. Sus hombres y los de su hermano el conde Herberto escoltaron a la madre de Luis IV de Francia, la Reina "Ottobega" (Edgiva de Wessex), desde Laon para su matrimonio con su hermano Herberto, lo que provocó las iras del rey francés. Luis confiscó las propiedades de su madre, la abadía de Santa María en Laon que entregó a su esposa Gerberga de Sajonia y al real fisco de Attigny. En 957 Adalberto y su hermano el conde Roberto de Meaux y Troyes se unieron al rey Lotario de Francia.
Cuando Carlos, el duque de Lorena Inferior decidió afirmar sus derechos al trono fue apoyado por los Adalberto y sus dos sobrinos, Herberto III, Conde de Meaux y Odón I, Conde de Blois. Los dos ayudaron a Carlos en sus complots y continuaron creando problemas al nuevo rey incluso tras la detención y encarcelamiento de Carlos.
Adalberto tardó en reconocer la elección de Hugo Capeto como Rey de los Francos. Al saber que Hugo pretendía atacarle, Adalberto envió a Dudon de San-Quintin a Normandía para ver si Ricardo I, el duque de Normandía podría usar su influencia para mantener la paz entre ellos, lo que aparentemente hizo. Por su parte Hugo Capeto sospechaba que Adalberto se rebelara contra él. Adalberto murió el 8 de septiembre de 987 y fue sucedido por su hijo Herberto III.

## Familia
En 954  se casó con Gerberge de Lorena († 978), hija de Gilberto de Lotaringia, Duque de Lorena, y su mujer Gerberga de Sajonia.
Sus hijos fueron:
- Herberto III de Vermandois[1]
- Odón I, Conde de Chiny (c. 950/955–987)[7]
- Eudes de Vermandois (c. 956–c.983-987 )[1]
- Liudolfe de Vermandois, Obispo de Noyon y Tournai  (c. 957@–986)[1]